# Seifeddine Amroune
Mohamed Seifeddine Amroune, né le 25 mai 1983 à Constantine, est un footballeur international algérien.

## Biographie
Lors de la saison 2005-2006, il réussit la performance d'inscrire dix buts en première division algérienne. Au total, il dispute 120 matchs en première division algérienne, pour 25 buts marqués. Il se classe quatrième du championnat lors de la saison 2011-2012 avec le CR Belouizdad, ce qui constitue sa meilleure performance.
En 2007, il effectue un essai en faveur du club belge de Zulte Waregem. Mais, l'offre de contrat proposé n'étant pas intéressante, il signe finalement en faveur du RAEC Mons. Malheureusement, Mohamed Amroune se blesse aux ligaments du genou dès son premier match avec Mons, ce qui le tient éloigné des terrains pendant sept mois. De retour sur les terrains avec l'équipe réserve, il subit une nouvelle blessure, au ménisque. Prié encore une nouvelle fois d'aller jouer avec la réserve, il finit alors par casser son contrat avec Mons, en ayant joué une seule et unique rencontre avec l'équipe première.
Mohamed Amroune reçoit une seule et unique sélection en équipe d'Algérie, le 25 mars 2007, contre le Cap-Vert. Ce match gagné 2-0 rentre dans le cadre des éliminatoires de la Coupe d'Afrique des nations 2008.

## Palmarès
- Champion d'Algérie de D2 (Groupe Est) en 2004 avec le CS Constantine